# Beli Łom (miejscowość)
Beli Łom (bułg. Бели Лом) – wieś w Bułgarii, w obwodzie Razgrad, w gminie Łoznica. W 2023 roku liczyła 634 mieszkańców.